# Presbyterianska katedralen i Rio de Janeiro
Presbyterianska katedralen i Rio de Janeiro (portugisiska: Catedral Presbiteriana do Rio de Janeiro) är en historisk församling som tillhör Presbyterianska kyrkan i Brasilien och är landets första presbyterianska kyrka.

## Historik
Församlingen grundades 12 januari 1862 av missionären Ashbel Green Simonton. Församlingen höll till på olika platser innan den kom till sin nuvarande plats i december 1870. 
Den 29 mars 1874 invigdes kyrkan och var den första presbyterianska kyrkobyggnaden i Brasilien. Åren 1897-1925 var Álvaro Reis församlingens pastor. Hans inflytande och tjänst erkändes genom att en högstadieskola och ett torg i Rio uppkallades efter honom. I augusti 1926 gjorde pastor Matthias Gomes de Santos om projektet att uppföra en ny kyrkobyggnad. Han inbjöd arkitekten Ascanio Viana att göra om nuvarande byggnad till nygotisk stil. Detta arbete pågick i cirka 14 år.
Kyrkan har renoverats flera gånger, senaste gången var 2002. Kyrkan firade 150 år torsdagen den 12 januari 2012.